# Classe Kō-hyōteki
La classe Ko-hyoteki (甲標的甲型, Kō-hyōteki kō-gata) est une classe de sous-marins de poche japonais (Kō-hyōteki) utilisés par la marine impériale japonaise pendant la Seconde Guerre mondiale. Ils n'étaient pas nommés, mais le plus souvent désignés par le numéro de coque du sous-marin mère. Ainsi, le sous-marin de poche transporté par un submersible du Type Junsen C était connu sous le nom du navire de tête I-16 ou « I-16tou ».
Les sous-marins de type Kō-hyōteki ont été divisés en trois sous-classes : Type B (甲標的乙型, Kō-hyōteki otsu-gata), Type C (甲標的丙型, Kō-hyōteki hei-gata) et Type D (甲標的丁型, Kō-hyōteki tei-gata), le dernier plus connu sous le nom de Kōryū (蛟龍),.

## Histoire

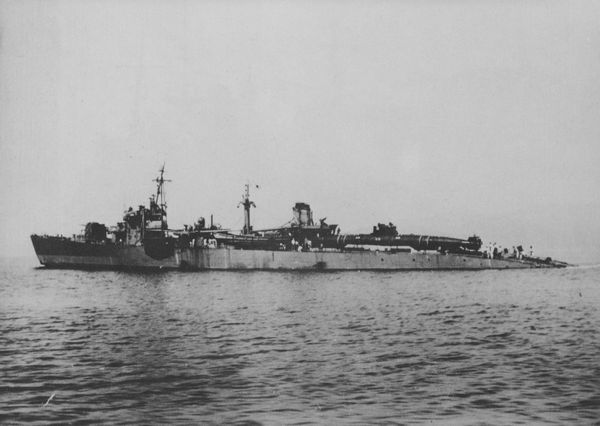
Le navire de débarquement japonais n° 5 transportant le n° 69 de Type 'C' en août 1944.

Cent unités ont été construites. Le nom « A Target » (français : « Cible A ») fut attribué pour ruser : si leur conception était prématurément découverte par les ennemis du Japon, la marine japonaise pouvait insister sur le fait que les navires servaient de cibles d'entraînement. Ils étaient également appelés « Tubes » (筒, Tou) ou « Cible » (的, Teki, abréviation de 'Hyōteki') et d'autres noms d'argot.
Les deux premiers prototypes n° 1 et n° 2 n'ont été utilisés que pour les tests. Ils n'étaient pas équipés de tourelles de commande, qui sera ajoutée aux navires plus récents afin d'améliorer leur stabilité en immersion.
Le HA-19 fut lancé par l'I-24 à Pearl Harbor. La plupart des cinquante autres unités sont portées disparues, bien que trois furent capturées à Sydney (Australie) et d'autres à Guam, Guadalcanal et l'île de Kiska.
Les sous-marins étaient armés de deux torpilles de 450 mm stockées dans des tubes à chargement par la bouche superposés à la proue. Lors de l'attaque de Pearl Harbor, la torpille Type 97 spécialement conçue fut utilisée, mais des problèmes avec les flacons à oxygène la firent remplacer lors des attaques ultérieures. Certains déclarèrent qu'une version de la torpille Type 91 fut employée, conçue initialement pour le lancement par avion, mais d'autres rapports indiquent que la torpille Type 97 a été modifiée en Type 98, autrement connue sous le nom de Type 97 spécial. Il n'y a aucune information définitive indiquant que la Type 91 ait été utilisée. La Type 98 sera ensuite supplantée par la torpille Type 02.
L'équipage de chaque sous-marin se composait de deux hommes. Un officier subalterne pilotait le bateau tandis qu'un sous-marinier manipulait les vannes et déplaçait le ballast pour contrôler l'assiette et la plongée.

## Attaque de Pearl Harbor

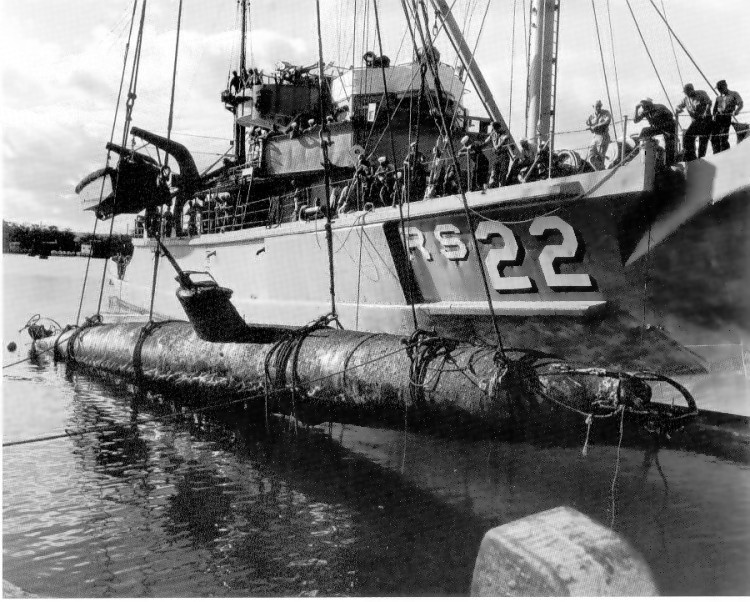
Renflouage du sous-marin n° 18 dans la lagune de Keehi par l' en 1960.

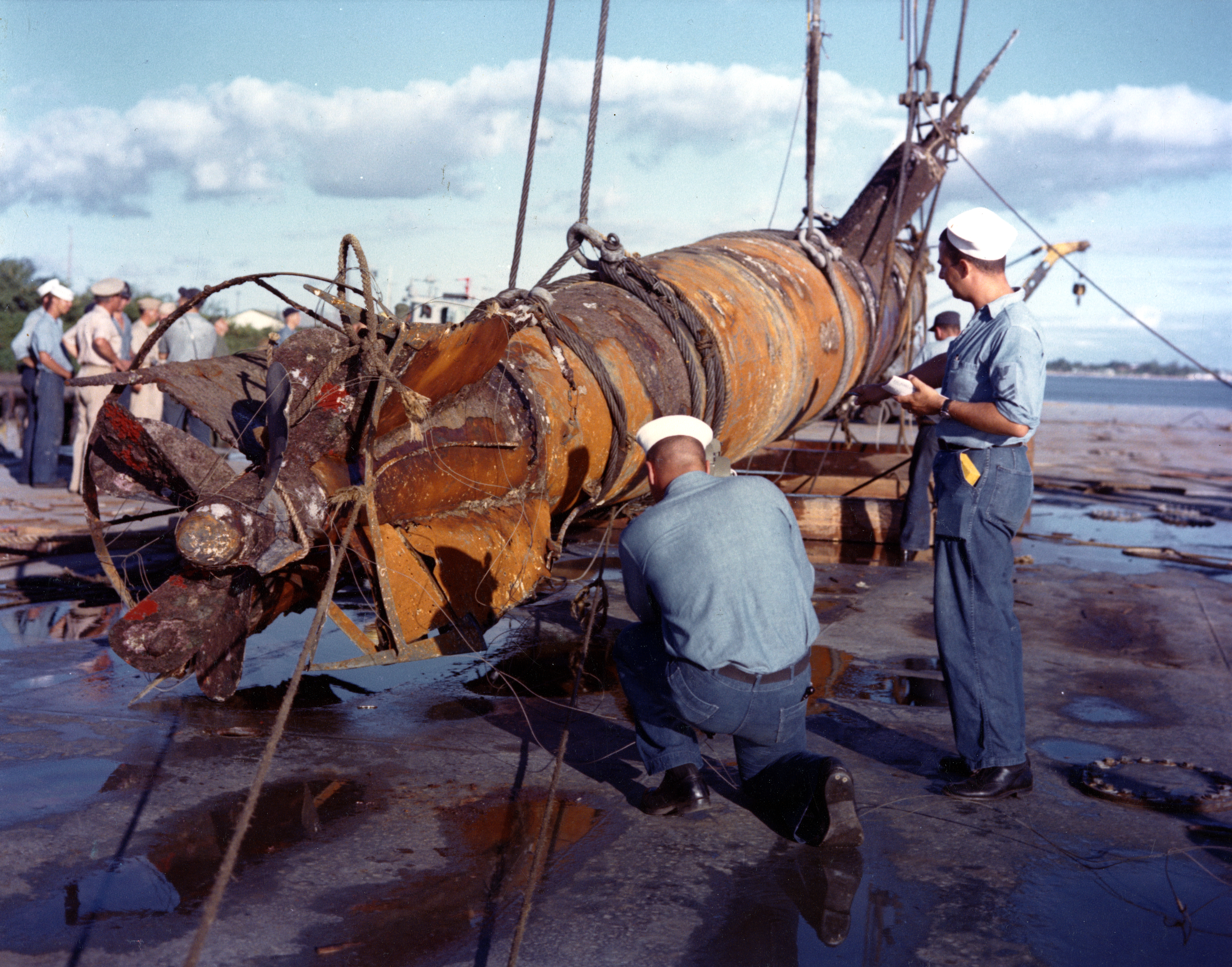
Sous-marin de Type A renfloué en 1960 au large de Pearl Harbor.

Cinq de ces unités participèrent à l'attaque de Pearl Harbor, et peut-être deux d'entre elles atteignirent le port. Les archives de la guerre secrète montrent que les équipages de sous-marins avaient reçu l'ordre de les saborder après l'attaque et que des dispositions avaient été prises pour récupérer les équipages ultérieurement. Sur les cinq déployés pour l'attaque de Pearl Harbor, seul le n° 19 fut capturé avec son pilote Kazuo Sakamaki, qui s'échoua du côté est d'Oahu. Pendant la Seconde Guerre mondiale, le n° 19 fit une tournée à travers les États-Unis pour aider à vendre des obligations de guerre. Désormais site historique national, le n° 19 est exposé au musée national de la guerre du Pacifique à Fredericksburg, au Texas.
Un deuxième sous-marin de poche, le n° 18, fut localisé par des plongeurs de l'US Navy et des US Marine Divers en formation, notamment Laurence McInnis et Fred Stock de la compagnie A (3rd Recon Battalion), au large du lagon de Keehi le 13 juin 1960. Le sous-marin avait été endommagé par une attaque de charge de profondeur et abandonné par son équipage avant de pouvoir tirer ses torpilles. Celui-ci fut restauré et est maintenant exposé à l'Académie navale impériale du Japon à Etajima depuis le 15 mars 1962.
Le sous-marin n° 20 attaqué par l'USS Ward à 06 h 37 le 7 décembre fut localisé à 400 mètres de profondeur à cinq miles de Pearl Harbor par un submersible de recherche de l'Université d'Hawaï le 28 août 2002. Il sera exploré dans la matinée du 7 décembre 2016 par un ROV d'Okeanos, 75 ans après son naufrage.
Un quatrième sous-marin, le n° 22, entra dans le port et tira ses torpilles sur les USS Curtiss et USS Monaghan. Ces deux torpilles manquèrent leurs cibles, une aurait heurté un quai à Pearl City et l'autre la rive de l'île de Ford. Ce sous-marin sera coulé par le Monaghan à 08 h 43 le 7 décembre. L'épave sera renflouée puis utilisée comme remblai lors de la construction d'un nouveau quai côté ville à la base sous-marine de Pearl Harbor. La carcasse fut redécouverte en 1952, mais la corrosion par le chlore gazeux des batteries électriques rendit toute opération de sauvetage impossible. Les restes de l'équipage sont toujours ensevelis dans le sous-marin.
En 1992, 2000 et 2001, les submersibles du Hawaii Undersea Research Laboratory ont retrouvé l'épave d'un sous-marin de poche gisant en trois parties à trois miles au sud de l'entrée de Pearl Harbor. L'épave se trouvait dans le champ de débris où une grande partie de l'équipement américain excédentaire a été déversé lors de la catastrophe du West Loch de 1944, y compris des véhicules et des péniches de débarquement. En 2009, une équipe de recherche réunie par la série télévisée PBS Nova identifia le sous-marin n° 16 comme étant le dernier des 5 navires « Ko-Hyoteki » ayant participé à l'attaque du 7 décembre 1941, piloté par l'enseigne Masaji Yokoyama et Petty Officier de 2e classe Sadamu Kamita. Ses deux torpilles étaient manquantes, indiquant qu'elles auraient pu être tirées avant son naufrage. Bien que cela concorde avec les rapports concernant deux torpilles tirées sur le croiseur léger USS St. Louis à 10 h 04 à l'entrée de Pearl Harbor, et une possible torpille tirée sur le destroyer USS Helm à 08 h 21, il se peut aussi que le n° 16, comme le n° 22, entra avec succès dans la base américaine, tira ses torpilles sur Battleship Row et s'enfuit dans le calme relatif du West Loch voisin, avant d'être sabordé par son équipage. Lorsqu'une série d'explosions coula une flotte amphibie en cours d'assemblage dans le Loch en 1944, on pense que les restes du sous-marin furent collectés et jetés lors de l'opération de sauvetage ultérieure, qui fut gardée secrète jusqu'en 1960. Une photographie prise d'un avion japonais pendant l'attaque de Pearl Harbor montre ce qui aurait pu être le n° 16 à l'intérieur du port tirant ses torpilles sur Battleship Row. Le naufrage de l'USS West Virginia et le chavirage de l'USS Oklahoma a peut-être été accéléré par une torpille lancée depuis un sous-marin, dont les ogives étaient plus grosses que les torpilles aériennes. Certains pensent que sur la photo, là où les trajectoires des torpilles avaient prétendument commencé, se trouvaient des pulvérisations indiquant qu'un sous-marin de poche se balançait de haut en bas en raison de la force de la torpille lancée, provoquant la mise à nu des hélices de la poupe et soulevant des nuages d'eau pulvérisée. Un rapport de guerre de l'amiral Nimitz confirma la récupération d'au moins une torpille ratée de ce type utilisé par les sous-marins de poche ce jour. Les forces japonaises reçurent un message radio d'un de leurs submersibles de poche à 00 h 41 le 8 décembre, faisant état de dommages à un ou plusieurs grands navires de guerre à l'intérieur de Pearl Harbor. À 22 h 41 le 7 décembre, un message provenant du n° 16 décrivait l'attaque aérienne de Pearl Harbor comme « remarquable », et à 00 h 51 le 8 décembre, reçut un second message indiquant « Impossible de naviguer», avant de disparaître corps et biens. Cette découverte est analysée dans l'épisode Killer Subs in Pearl Harbor et le site Web « I-16tou.com ».

## Attaques contre Sydney

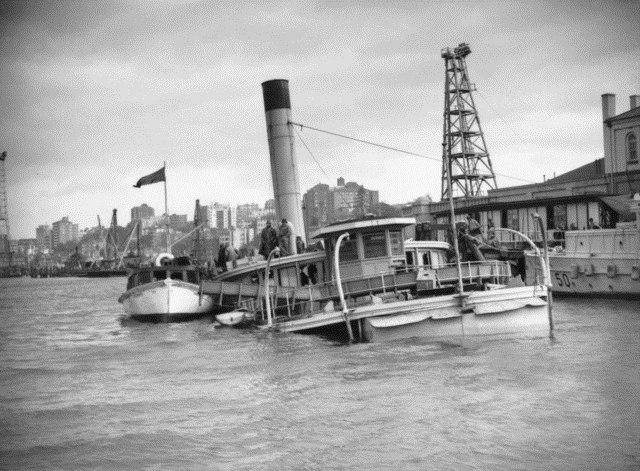
Le HMAS Kuttabul après son naufrage.

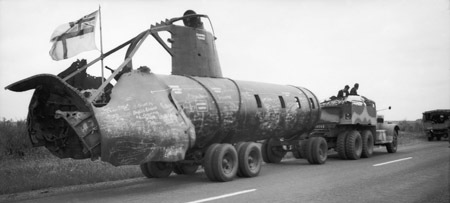
Les deux sous-marins de poche coulés dans le port de Sydney ont été utilisés pour construire un sous-marin prototype composite qui fera le tour de l'Australie pendant la guerre.

Dans la nuit du 29 mai 1942, cinq grands sous-marins japonais se positionnaient à 56 kilomètres au nord-est de Sydney Heads. Le lendemain, à 3 heures du matin, l'un des sous-marins déploya un avion de reconnaissance. Après avoir fait le tour du port de Sydney, l'avion retourna à bord, signalant la présence de plusieurs « cuirassés et croiseurs » amarrés dans le port. Le commandant de la flottille planifia alors une attaque à l'aide de sous-marins de poche la nuit suivante. Le lendemain, les cinq sous-marins se rapprochèrent à moins de 11 kilomètres de Sydney Heads et vers 16 h 30, déployèrent trois sous-marins de poche, qui commencèrent dès lors leur approche vers le port de Sydney.
Les défenses de l'avant-port détectèrent l'entrée du premier sous-marin de poche, le n° 14, vers 8 heures du soir, mais il ne sera identifié que lorsqu'il se prendra accidentellement dans un filet anti-torpille suspendu entre George's Head et Green Point. Avant que le HMAS Yarroma ne puisse ouvrir le feu, les deux membres d'équipage du sous-marin détruise,t leur navire avec des charges de démolition et se suicident.
Le deuxième sous-marin, le n° 24b, entra dans le port vers 21 h 48 et se dirigea vers l'ouest en direction du pont du port de Sydney, provoquant l'émission d'une alarme générale par l'officier de marine responsable de la ville. À environ 200 mètres de Garden Island, le sous-marin fut pris pour cible par le croiseur lourd USS Chicago et tira alors ses deux torpilles sur le croiseur. Une torpille s'échoua sur Garden Island et n'explosa pas. L'autre passa sous le sous-marin néerlandais HMAS K9 et heurta le lit du port sous le navire de dépôt HMAS Kuttabul qui explosa, tuant 21 marins (19 de la Royal Australian Navy et 2 de la Royal Navy). Le sous-marin parvint à s'échapper une fois sa mission terminée, et disparut. Son épave sera localisée à environ 30 km au nord du port et 5 km au large des côtes en novembre 2006. L'épave est maintenant protégée comme une tombe de guerre.
Le troisième sous-marin, le n° 21, fut aperçu par le HMAS Yandra à l'entrée du port et fut attaqué par des charges de profondeur. Environ quatre heures plus tard, le submersible tenta une nouvelle entrée dans le port, avant d'être de nouveau attaqué de la même façon, finissant par être coulé dans la baie Taylor par des navires de la Royal Australian Navy. Les deux membres de l'équipage du sous-marin s'étaient suicidés afin d'éviter leur capture.
Les deux sous-marins capturés étant identiques, leurs restes furent utilisés pour reconstruire un bâtiment prototype, qui parcourut la Nouvelle-Galles du Sud, Victoria et l'Australie-Méridionale avant d'être livré au Mémorial australien de la guerre à Canberra en 1943, où il est aujourd'hui exposé.

## Attaques contre Madagascar
Le 29 mai 1942, les sous-marins japonais I-10, I-16 et I-20 atteignaient Madagascar. L'avion de reconnaissance de l'I-10 repéra le cuirassé de la classe Revenge HMS Ramillies à l'ancrage dans le port de Diego Suarez, mais l'avion fut repéré et le Ramillies changea de zone peu après. Les I-20 et I-16 déployèrent deux sous-marins de poche, dont l'un réussit à entrer dans le port et tira deux torpilles sous le feu d'une attaque de charges de profondeur initiée par deux corvettes. Une torpille endommagea gravement le Ramillies, tandis que la seconde coula le pétrolier British Loyalty de 6 993 tonnes (qui sera plus tard renfloué). Le Ramillies sera ensuite réparé à Durban et Plymouth, au Royaume-Uni.
Le lieutenant Saburo Akieda et le maître marinier Masami Takemoto du sous-marin n° 20b, échouèrent leur navire à Nosy Antal probablement, et marchèrent vers l'intérieur des terres vers leur point de rendez-vous près du cap Amber. Démasqués lors d'achats de nourriture dans un village, tous deux furent tués dans un échange de tirs avec les Royal Marines trois jours plus tard. Le deuxième sous-marin de poche, le n° 16b, fut perdu en mer et le corps de l'un de ses membres d'équipage fut retrouvé gisant sur une plage un jour plus tard.

## Caractéristiques
| Type                       | Type                       | Premier prototype | Second prototype (Prod. N° 1–2)                                                                                                | Type A (Prod. N° 3–52) | Type B (Prod. N° 49–53) | Type C (Prod. N° 54–100) |
| -------------------------- | -------------------------- | --- | --- | --- | --- | --- |
| Déplacement en immersion   | Déplacement en immersion   | 42 tonnes | 45 tonnes | 47 tonnes | 48 tonnes | 50 tonnes |
| Longueur totale            | Longueur totale            | 23,3 mètres | 23,9 mètres | 23,9 mètres | 24,9 mètres | 24,9 mètres |
| Maître-bau                 | Maître-bau                 | 1,824 mètre | 1,85 mètre | 1,85 mètre | 1,85 mètre | 1,85 mètre |
| Tirant d'eau               | Tirant d'eau               | 3,074 mètres | 3,1 mètres | 3,4 mètres | 3,4 mètres | 3,43 mètres |
| Tirant d'air               | Tirant d'air               | 1,854 mètre | 1,88 mètre | 1,88 mètre | 1,85 mètre | 1,88 mètre |
| Propulsion                 | Propulsion                 | 224 × batteries rechargeables de Type 'B' spécial, moteur électrique de 447 kW, un arbre d'hélice avec hélices contrarotatives | 224 × batteries rechargeables de Type 'D' spécial, moteur électrique de 447 kW, un arbre d'hélice avec hélices contrarotatives | 224 × batteries rechargeables de Type 'D' spécial, moteur électrique de 447 kW, un arbre d'hélice avec hélices contrarotatives                | 224 × batteries rechargeables de Type 'D' spécial, moteur électrique de 447 kW, 1 × générateur électrique de 30 kW, un arbre d'hélice avec hélices contrarotatives | 208 × batteries rechargeables de Type 'D' spécial, moteur électrique de 447 kW, 1 × générateur électrique de 30 kW, un arbre d'hélice avec hélices contrarotatives |
| Vitesse                    | En surface                 | Aucune donnée | Aucune donnée | Aucune donnée | 6 nœuds (11,112 km/h) | 6 nœuds (11,112 km/h) |
| Vitesse                    | En immersion               | 25 nœuds (46,3 km/h) | 25 nœuds (46,3 km/h) | 19,0 nœuds (35,188 km/h) | 19,0 nœuds (35,188 km/h) | 18,5 nœuds (34,262 km/h) |
| Rayon d'action             | En surface                 | Aucune donnée | Aucune donnée | Aucune donnée | 500 milles marins (926 km) à 6 nœuds (11,112 km/h) | 500 milles marins (926 km) à 6 nœuds (11,112 km/h) |
| Rayon d'action             | En immersion               | Aucune donnée | Aucune donnée | 15,8 milles marins (29,2616 km) à 9 nœuds (16,668 km/h) 84 milles marins (155,568 km) à 6 nœuds (11,112 km/h)                                 | 15,8 milles marins (29,2616 km) à 9 nœuds (16,668 km/h) 84 milles marins (155,568 km) à 6 nœuds (11,112 km/h)                                                      | 15,4 milles marins (28,5208 km) à 8,5 nœuds (15,742 km/h) 120 milles marins (222,24 km) à 4 nœuds (7,408 km/h)                                                     |
| Profondeur                 | Profondeur                 | 100 mètres | 100 mètres | 100 mètres | 100 mètres | 100 mètres |
| Équipage                   | Équipage                   | 2 | 2 | 2 | 2 | 3 |
| Armement                   | Armement                   | 2 × torpilles Type 89 de 533 mm                                                                                                | 2 × torpilles Type 97 de 450 mm                                                                                                | 2 × torpilles Type 97 de 450 mm, plus tard remplacé par la torpille Type 2                                                                    | 2 × torpilles Type 2 de 450 mm | 2 × torpilles Type 2 de 450 mm |
| Constructeur               | Constructeur               | Arsenal naval de Kure | Arsenal naval de Kure | Armurerie navale de Karasukojima (Production n° 3–20) Armurerie navale de 'P' (Ōurasaki) (Production n° 21–52)                                | Armurerie navale 'P' | Armurerie navale 'P' |
| Exemplaire(s) construit(s) | Exemplaire(s) construit(s) | 1 | 2 | 50 Production n° 49-52 ont été reconstruits en Type « B » en 1943, certains submersibles reconstruits en navire d'entrainement de Type « A ». | 5 Production n° 49-52 ont été reconstruits à partir du type « A ».                                                                                                 | 47 Environ 10 submersibles ont été reconstruits en navire d'entrainement de Type « C ».                                                                            |
| Période de construction    | Période de construction    | 1932–1933 | 1938–1940 | 1940–1943 | 1943 | 1943–1944 |

## Exemplaires préservés
Il subsiste quatre sous-marins de poche de type A exposés dans le monde :
- HA-8 — bibliothèque et musée de la force sous-marine, Groton, Connecticut[15] ;
- HA-18 — base navale JMSDF Etajima, Etajima, Japon[16] ;
- HA-19 — musée national de la guerre du Pacifique, Fredericksburg, Texas[17] ;
- un sous-marin composite exposé dans le port de Sydney depuis mai 1942 — mémorial australien de la guerre, Canberra, Australie[18].

|                          |
| Le n° 8 exposé à Groton. |

|                                                      |
| Poupe du n ° 8 montrant des hélices contrarotatives. |

|                          |
| Kiosque du M22 à Sydney. |